# Menemerus legalli
Menemerus legalli là một loài nhện trong họ Salticidae.
Loài này thuộc chi Menemerus. Menemerus legalli được Lucien Berland & Millot miêu tả năm 1941.